# Гаел Гарсија Бернал
Гаел Гарсија Бернал (шп. Gael García Bernal; Гвадалахара, 30. новембар 1978) је мексички глумац. Гаел потиче из глумачке породице и своје прве кораке у глумачком занату дао је у позоришту. Са 11 година учествовао је у својој првој теленовели, Деда и ја (шп. Abuelo y yo).
Преселио се у Лондон где је студирао глуму. Кад се вратио у Мексико, глумио је у краткометражним филмовима. Његов први филм је Пасји живот (шп. Amores Perros), снимљен 2000. године. Филм је доживео огроман успех и била је номинована за Оскара у категорији за најбољи инострани филм.
Године 2001. снимио је И ја теби кеву (шп. Y tu mamá también), филм који је изузетно еротски набијен, и који је био номинован у категорији за најбољи сценарио.
Године (2004). Снима Рудо и Курси (Rudo y Cursi), комично-трагичну причу о фудбалу и корупцији у Мексику.
Године 2002. добија главну улогу у филму Злочин оца Амара (шп. El crimen del padre Amaro), који је такође био номинован за Оскара у категорији за најбољи инострани филм.
Године 2004. остварује запажене улоге у два филма, Дневник мотоциклисте (шп. Diarios de motocicleta), у режији Бразилца Валтера Салеса (порт. Walter Salles) и Лоше васпитање (шп. La mala educación), Шпанца Педра Алмодовара (шп. Pedro Almodóvar).
Године 2006. добија улогу у филму Вавилон. Тренутно ради на свом редитељском првенцу Дефицит (шп. Déficit).